# Kadogawa
Kadogawa (jap. 門川町 Kadogawa-chō) – miasto w Japonii, na wyspie Kiusiu, w prefekturze Miyazaki. Według danych na rok 2020 miejscowość zamieszkiwało 17 379 mieszkańców , a gęstość zaludnienia wyniosła 144,2 os./km².